# Eurycea waterlooensis
Eurycea waterlooensis är en groddjursart som beskrevs av Hillis, Chamberlain, Wilcox och Paul T. Chippindale 200. Eurycea waterlooensis ingår i släktet Eurycea och familjen lunglösa salamandrar. IUCN kategoriserar arten globalt som sårbar. Inga underarter finns listade i Catalogue of Life.